# Finn Szociáldemokrata Párt
Finn Szociáldemokrata Párt (finnül: Suomen Sosialidemokraattinen Puolue) egy finnországi politikai párt.

## Története
A pártot 1899-ben alapították Finnország Munkáspártja néven, jelenlegi nevét az 1903-as forssai kongresszuson vették fel. 1906-tól kezdve kisebb megszakításokkal Finnország legnagyobb pártja. A párt szavazóbázisát a munkások, az alkalmazottak, a hivatalnokok és az értelmiségiek alkotják. A párt tagja a Szocialista Internacionálénak és az Európai Szociáldemokrata Pártnak.
1937 óta szinte az összes kormányban részt vettek, kivéve a pártszakadás időszakát és az 1991 és 1995 közötti ellenzéki időszakot. Az 1918-as polgárháború után a baloldali radikalizmust elvető irányzat volt a meghatározó, a kommunistákkal való együttműködést elutasították. Ennek köszönhető, hogy a II. világháborút követően csökkent a kommunisták befolyása az országban. Az 1952-es kongresszuson a párt egy, a demokratikus szocializmusba való átmenetről szóló programot fogadott el, amely elvetette a termelő eszközök köztulajdonba vételét. Az 1957 és 1963 közötti időszakban, Väinö Tanner pártelnöksége idején a pártonbelüli ellenzék egy része elhagyta a pártot, megalapítva a Munkásság és Kisparasztság Szociáldemokrata Unióját. Az FSZDP a 20. század utolsó évtizedeiben a jóléti állam ideológiáját képviselte, elvetette a központosítást, bürokráciamentességet és egyenjogúságot követelt mindenkinek.